# 探偵 神宮寺三郎 灰とダイヤモンド
『探偵 神宮寺三郎 灰とダイヤモンド』（たんてい じんぐうじさぶろう はいとダイヤモンド）は、2009年9月17日にアークシステムワークスから発売されたPlayStation Portable用ゲームソフト。
「探偵 神宮寺三郎シリーズ」の14作目にあたる。

## 本作の特徴
- マルチシナリオを採用しており、作中の選択肢によって異なるストーリーが展開する。
- シリーズ9作目である『探偵 神宮寺三郎 KIND OF BLUE』以来となる、ムービー部における声優の吹き替えとエンディングのボーカル曲が復活した。
- シリーズ3作目『探偵 神宮寺三郎 危険な二人』、4作目『探偵 神宮寺三郎 時の過ぎゆくままに…』以来に沢田研二の楽曲と同名のサブタイトルが採用された。
- おまけとして謎の事件簿「雪山!? ペンション殺人事件」を収録。
- 予約特典としてアプリ作品を含む過去の楽曲のメドレーを収録したサウンドトラックCDが付属した。
- イメージガールの募集や歌舞伎町に実在するバーとタイアップするなど大々的なプロモーションが行われた。

## ストーリー
ある日、神宮寺の元に現れた横柄な態度を居る一人の中年男性……父親の遺産探しを端に発し調査を進めていた神宮寺は、やがて歌舞伎町のビル買収計画に潜む与那国コンサルティングの黒い陰謀を暴き出す。

## 登場人物
神宮寺 三郎（じんぐうじ さぶろう）
声 - かとうかおる
御苑 洋子（みその ようこ）
声 - 仲本一絵
与那国 丈（よなぐに じょう）
声 - 森圭輔
調査会社「与那国コンサルティング」の社長。元ホストの経歴を持ち、柔らかな物腰で常に笑顔を絶やさない。
馬場 大吾（ばば だいご）
与那国の助手。イニシャルからDB（データベース）と称され、豊富な知識で与那国をサポートする。

### 遺された風景・遺された想い
性格の違う双子の兄弟からの依頼は、父親の遺言状に示された遺産を見つけ出すこと。しかし、兄の方は傲慢な態度で、弟の方は依頼そのものに積極的ではない。調査を進めていくうちに、遺産に込められた父親の想いが紐とかれていく。
岩本 俊介（いわもと しゅんすけ）
声 - 千葉いづみ
岩商不動産常務取締役。神宮寺の元に父親の遺産探しの依頼に訪れる。傲慢な性格だが、弟想いな一面を持つ。
岩本 恵介（いわもと けいすけ）
声 - 千葉いづみ
俊介の双子の弟。運送会社の経理を担当している。性格は気弱で温厚だが、父親のことになると頑固な一面を見せる。妻との間に娘を二人もうけ、円満な家庭を築いている。
岩本 努（いわもと つとむ）
岩商不動産会長。2週間ほど前に病死。仕事人間であまり家庭を省みていなかった。俊介ら息子と後妻の絹江に、暗号めいた遺言状を遺す。
岩本 絹江（いわもと きぬえ）
岩本努の後妻。俊介らとは血のつながりはない。努との夫婦仲はあまり良くなかったらしく、何に対しても無関心な様子を見せる。
栗田 一（くりた はじめ）
声 - 市森正洋
栗田法律事務所の所長である弁護士。岩商不動産の顧問弁護士を手掛ける。努の遺言を正しく執行するため、必要以上の情報を与えないよう徹底している。

### 記憶の行方
遺産探しと並行して、前田から行方不明のホームレス・小早川の捜索の依頼を引き受けた神宮寺。途中から調査を洋子に一任する。しかし、遺産探し解決後、小早川を名乗る男が与那国とともに栗田法律事務所を訪れる。
小早川 隆太郎（こばやかわ りゅうたろう）
声 - 嶋田貴秀
東新宿公園に寝床を構えるホームレス。通称「コバさん」。3日ほど前から行方不明になっている。性格は優しく、お人よしと言われてしまうほど。
春日 優斗（かすが ゆうと）
ボランティア団体「ライフウッド」で活動する大学生。ホームレスだった父親の死を小早川が慰めてくれたことからボランティアを始める。
香坂 愛理（こうさか あいり）
キャバクラ「リトルキャット」で働くホステス。コバさんに道案内を頼んだことがある。与那国と接点があるらしい。

### 猫の街
神宮寺が繁華街を歩いていると、ペットの猫を探している女性と出会う。親切心から声をかけた神宮寺だったが、妙に警戒されてしまい、正式な依頼という形で猫探しに奔走することになってしまう。
関 知美（せき ともみ）
声 - 逢田めぐみ
猫探しの依頼人。かつては脚本家だったが、人間関係に嫌気がさして辞めてしまう。引っ越しの準備の最中に飼い猫のルルがいなくなってしまう。
小野 幸江（おの ゆきえ）
知美の住むマンション「ルネッセ新宿」の管理人。車に轢かれないため駐車場の野良猫を追い払うなど、何かと面倒見がよい。
青木 唯（あおき ゆい）
知美の隣の部屋に住むホステス。仕事以外で人と接することを好まず、隣人の知美にも無関心。

### 偽りの形
神宮寺がバーかすみに寄った帰り道、女性が首を絞められ倒れている現場に遭遇する。命に別状はなかったものの、大事にしたくないと警察の調査を拒否する被害者。しかし、心配になったかすみは神宮寺に事件の調査を依頼する。
淵田 七海（ふちだ ななみ）
声 - 吉田佳容子
高級クラブ「ホワイトスノー」で働くホステス。源氏名はナナ。かすみとは高校時代の友人。バーかすみに寄った帰りに何者かに襲われる。
高瀬 良平（たかせ りょうへい）
声 - 伊勢直弘
七海の恋人で同棲中。中華料理人として働いていたが、店が地上げにあってしまい、現在は無職。
菅野 英司（かんの えいじ）
大手商社に勤めるサラリーマン。事件当夜、七海と共にバーかすみを訪れていた。
菅野 沙耶子（かんの さやこ）
声 - 中谷透琉
菅野英司の妻。

## エンディング曲
『絆がきこえた』
- 作詞 - 喜他 / 作曲 - PaPa's Pleasure （父喜） / 編曲 - 馳見"Ace"大地/Cho PaPa's Pleasure （父喜） / 歌 - 芭月きょうこ

## 関連商品
- 『探偵神宮寺三郎　灰とダイヤモンド　オリジナルサウンドトラック＋α』 2009年